# Süderdorf
Süderdorf er en kommune i det nordlige Tyskland, beliggende i Amt Kirchspielslandgemeinden Eider i den nordlige del af Kreis Dithmarschen. Kreis Dithmarschen ligger i den sydvestlige del af delstaten Slesvig-Holsten.

## Geografi
Kommunen er beliggende ved Bundesstraße 203 omkring midtvejs mellem Heide og Rendsborg. Den ligger på Ditmarskens gest, og er præget af landbrug. Der er ikke et egentligt centrum, men i kommunen ligger bebyggelserne Lendern, Lüdersbüttel, Schelrade og Wellerhop.